# Haselmausbaude
Die Haselmausbaude ist eine unbewirtschaftete Trekkinghütte bei Cunnersdorf in der Sächsischen Schweiz, südöstlich von Cunnersdorf und südwestlich der Ortschaft Kleingießhübel gelegen. Sie liegt am Forststeig Elbsandstein, für dessen Wanderer sie zur Übernachtung zur Verfügung steht.